# Neochera zaria
Neochera zaria är en fjärilsart som beskrevs av Swinhoe 1892. Neochera zaria ingår i släktet Neochera och familjen nattflyn. Inga underarter finns listade i Catalogue of Life.